# Лугові (Вілейський район)
В'язинь (біл. вёска Лугавыя) — село в складі Вілейського району Мінської області, Білорусь. Село підпорядковане В'язинській сільській раді, розташоване в північній частині області.